# Kebet (Lamongan)
Kebet is een bestuurslaag in het regentschap Lamongan van de provincie Oost-Java, Indonesië. Kebet telt 1546 inwoners (volkstelling 2010).